# اوپل کومودور

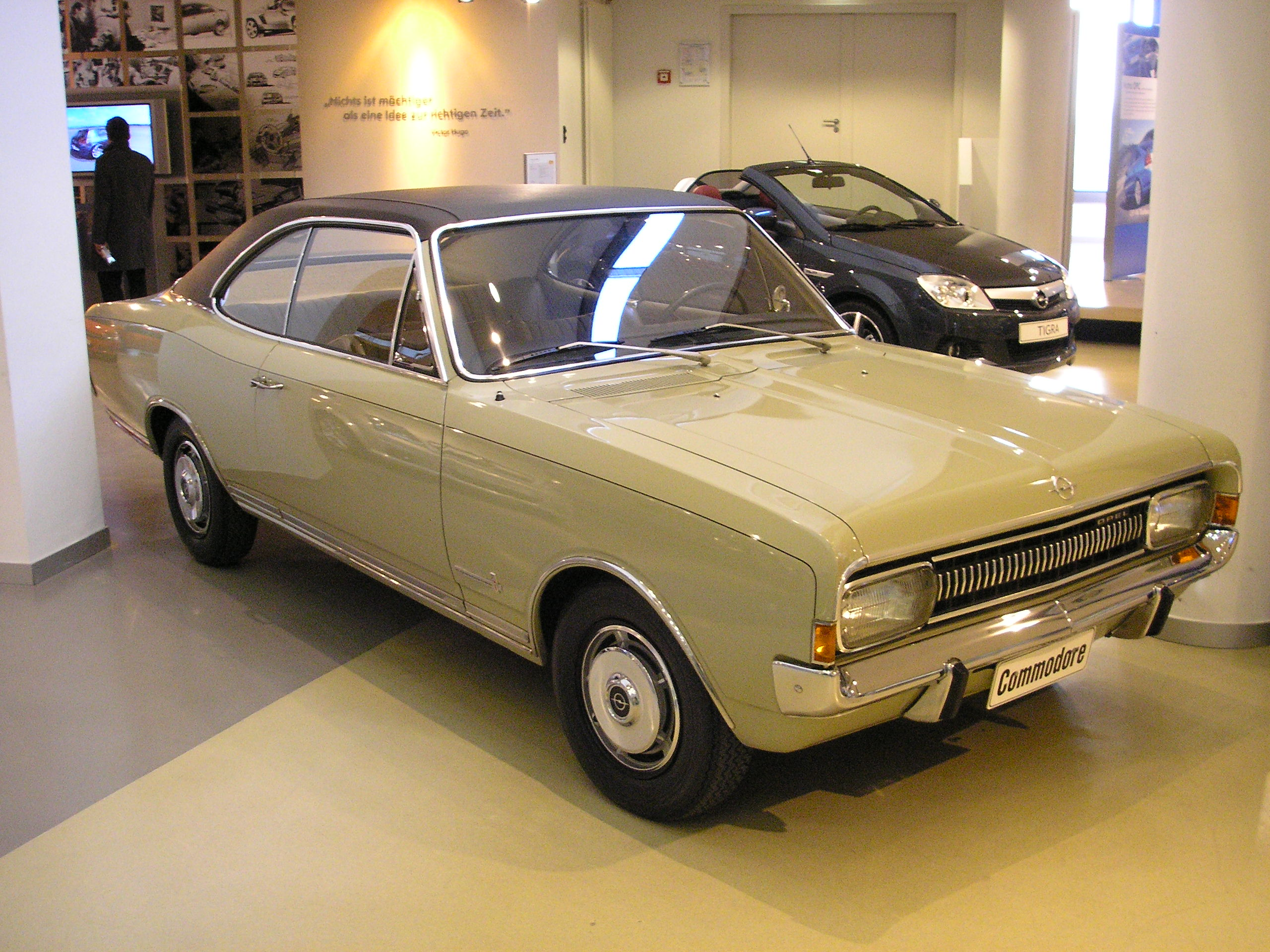

اوپل کومودور (Opel Commodore) خودرویی است که در سال‌های ۱۹۶۷ تا ۱۹۷۱تولید شده‌است. طول آن در حالت طبیعی ۴٬۵۷۴ میلیمتر (۱۸۰٫۱ اینچ)، عرض آن در حالت طبیعی ۱٬۷۵۴ میلیمتر (۶۹٫۱ اینچ) و ارتفاع آن در حالت طبیعی ۱٬۴۴۵ میلیمتر (۵۶٫۹ اینچ) و وزن آن در حالت طبیعی ۱٬۱۳۰ کیلوگرم (۲٬۴۹۱٫۲ پوند) است. سیستم جعبه‌دندهٔ آن ۳ دنده به دو صورت خودکار و دستی است.
این خودرو در سه نسل تولید شده که نسل B آن با نام شورلت رویال وارد بازار ایران شده‌است.

## نگارخانه

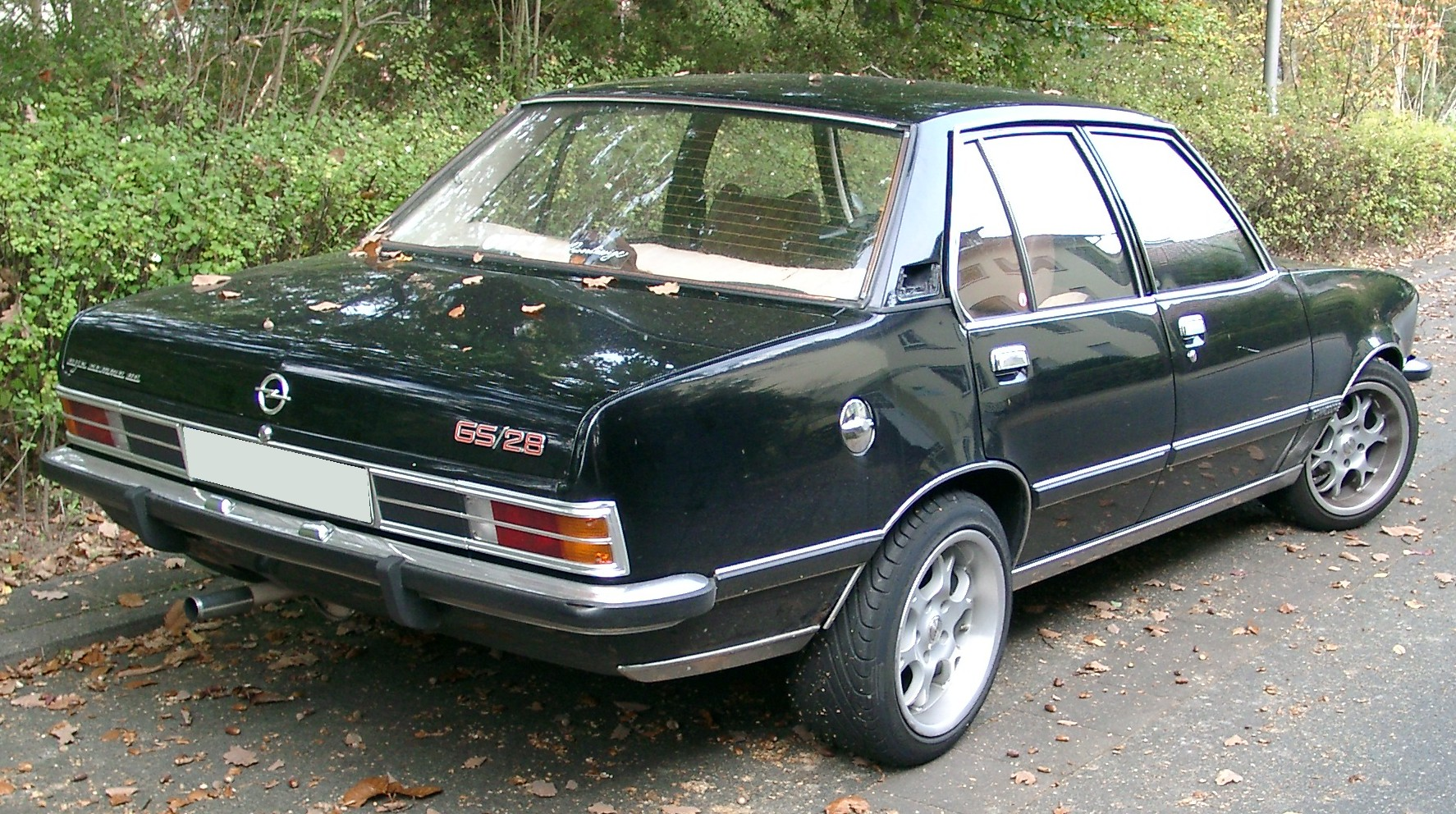
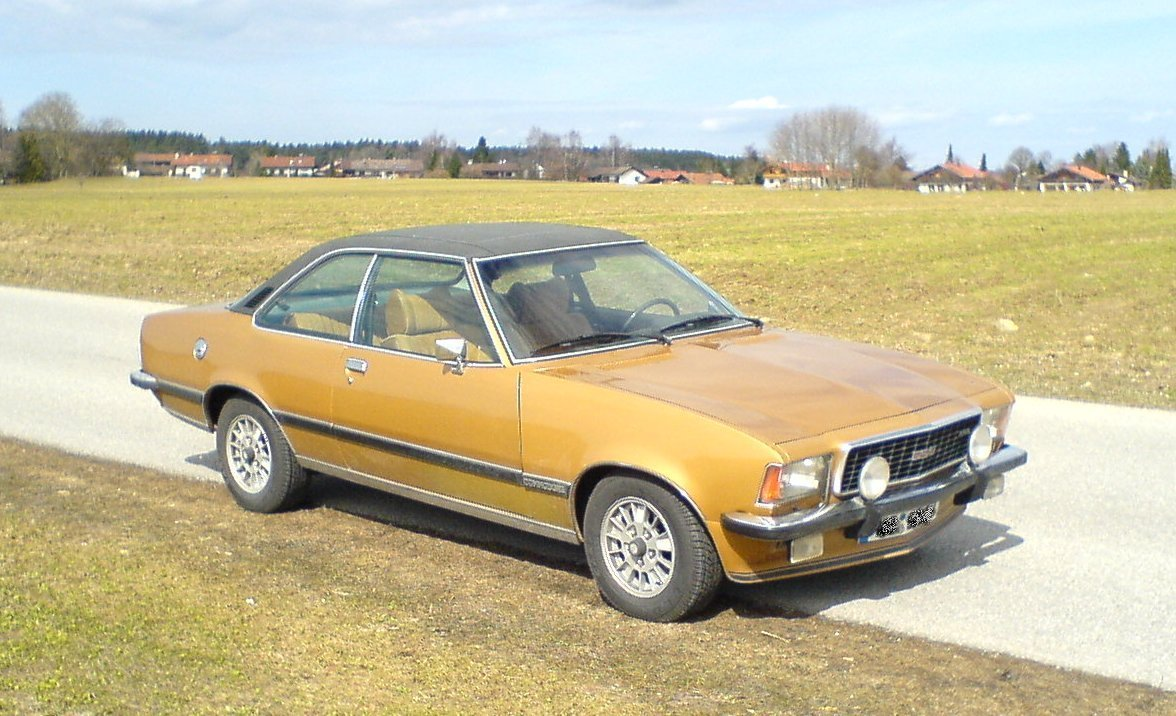